# Mutiny/The Bad Seed
Mutiny/The Bad Seed — сборник австралийской постпанк-группы The Birthday Party, изданный в 1989 году.

## Об альбоме
Mutiny/The Bad Seed объединяет в себе два мини-альбома — Mutiny и The Bad Seed — которые в оригинале были выпущены небольшим тиражом в 1983 году. Оба были записаны группой в октябре 1982 года в Западном Берлине. К тому времени барабанщик The Birthday Party Филл Калверт покинул коллектив из-за творческих разногласий, и обязанности ударника взял на себя гитарист Мик Харви. Альбом ознаменовал первое сотрудничество Ника Кейва и Бликсы Баргельда, который записал гитарные партии для песни «Mutiny in Heaven», а после — вошёл в состав Nick Cave and the Bad Seeds на 20 лет. The Bad Seed также известен тем, что дал название новой группе Кейва. Одна из композиций Mutiny, «Six Strings That Drew Blood», была перезаписана Nick Cave and the Bad Seeds на The Firstborn Is Dead. Вскоре после выхода оригинальных мини-альбомов The Birthday Party была расформирована. К моменту выхода настоящего сборника Ник Кейв и Мик Харви выступали вместе в составе Nick Cave and the Bad Seeds, Роланд С. Говард играл в собственной группе These Immortal Souls, а Трейси Пью был найден мёртвым.

## Список композиций
Mutiny
| №  | Название                      | Длительность |
| -- | ----------------------------- | ------------ |
| 1. | «Jennifer’s Veil»             | 4:56         |
| 2. | «Six Strings That Drew Blood» | 3:32         |
| 3. | «Say a Spell»                 | 3:41         |
| 4. | «Swampland»                   | 3:29         |
| 5. | «Pleasure Avalanche»          | 4:22         |
| 6. | «Mutiny in Heaven»            | 4:16         |

The Bad Seed
| №  | Название            | Длительность |
| -- | ------------------- | ------------ |
| 1. | «Sonny’s Burning»   | 3:20         |
| 2. | «Wildworld»         | 3:26         |
| 3. | «Fears of Gun»      | 3:53         |
| 4. | «Deep in the Woods» | 4:49         |

## Участники записи
- Ник Кейв — вокал
- Мик Харви — гитара, ударные
- Роланд С. Говард — гитара
- Трейси Пью — бас-гитара

Гости
- Бликса Баргельд — гитара